# Melos Quartett
Das Melos Quartett mit Sitz in Stuttgart zählte zu den renommierten Streichquartettensembles der Welt. Es wurde 1965 von Wilhelm Melcher (1. Violine), Gerhard Voss (2. Violine), Hermann Voss (Viola) und Peter Buck (Cello) gegründet und bestand 40 Jahre lang bis zum Jahr 2005.

## Geschichte

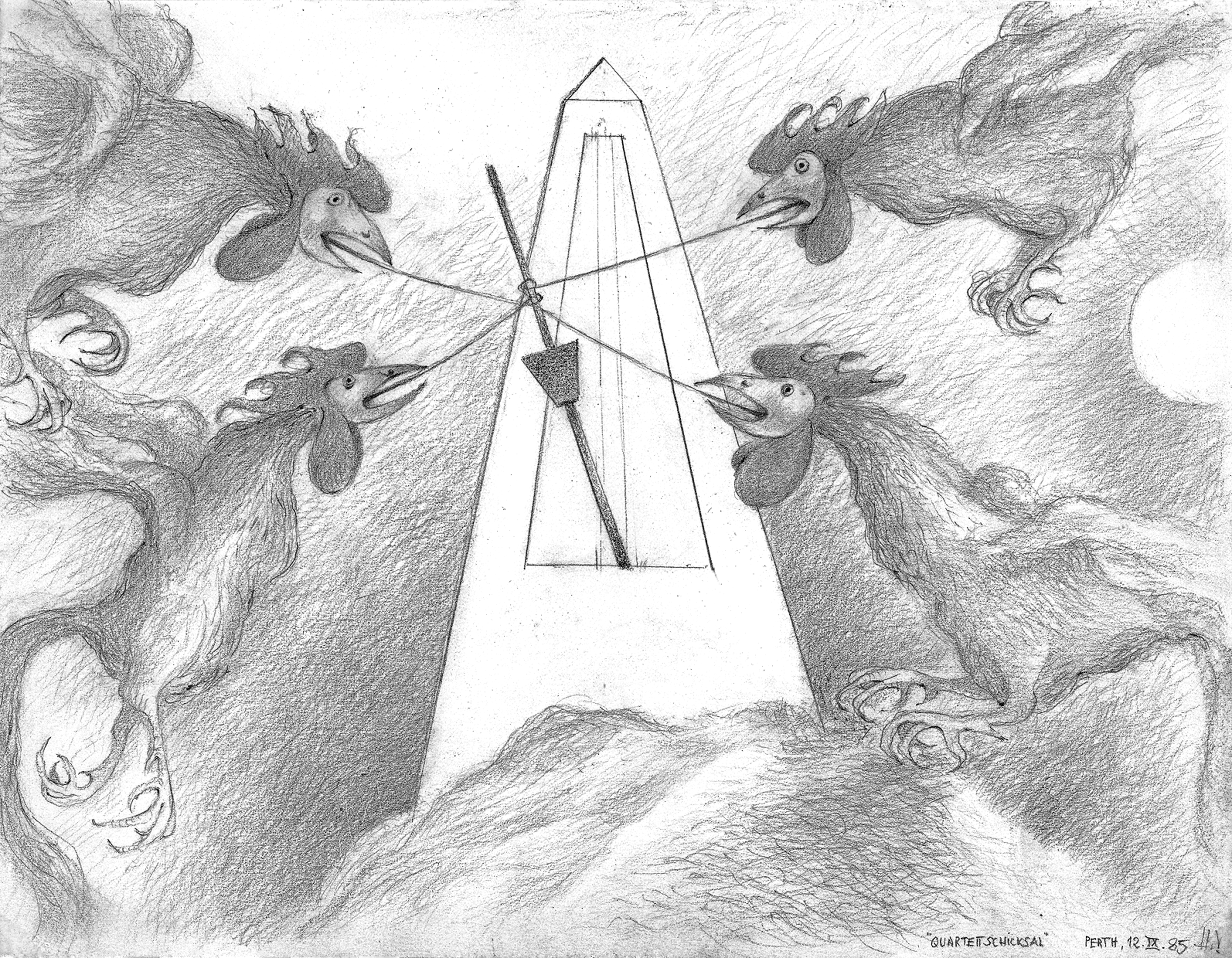
Quartettschicksal; Bleistiftzeichnung von Hermann Voss 1985

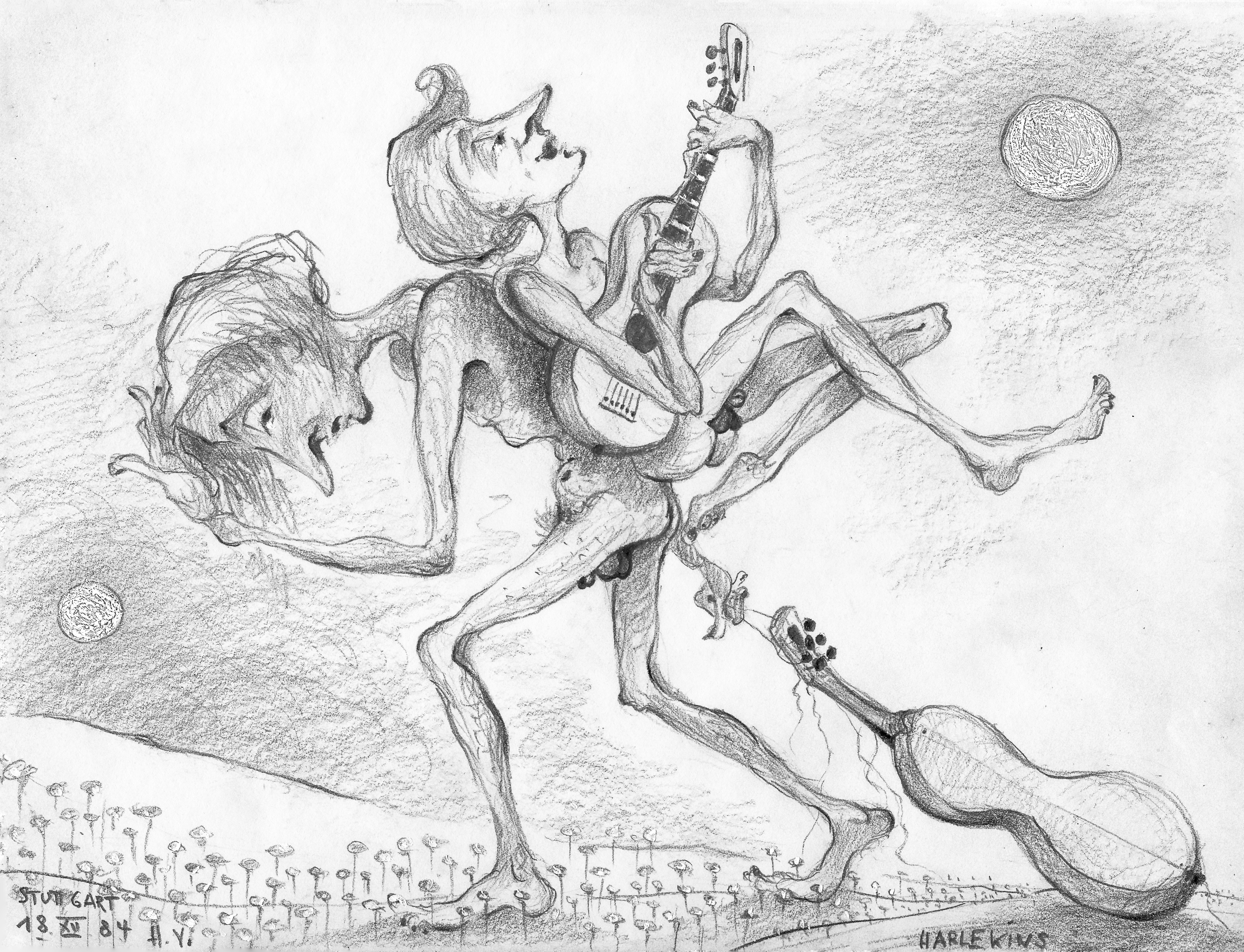
Die beiden Brüder als Harlekins; Bleistiftzeichnung von Hermann Voss 1984

Die Gründungsmitglieder des Quartetts waren Anfang der 1960er Jahre als Konzertmeister und Stimmführer im Württembergischen Kammerorchester Heilbronn und im Stuttgarter Kammerorchester tätig, bevor sie sich 1965 erstmals zu gemeinsamen Quartettproben und Konzerten trafen. Bereits ein Jahr später gewann das Melos Quartett erste internationale Preise, denen zahlreiche weitere folgten. 1967 gaben die Mitglieder ihre Orchesterstellen auf, um sich ganz dem Quartettspiel zu widmen.
Der Name „Melos“ ist, abgesehen von der musikalischen Bedeutung (Gesangslinie), eine Zusammenziehung der Mitgliedernamen Melcher und Voss; Peter Buck wohnte zur Gründungszeit des Quartetts in der Stuttgarter Melonenstraße.
Nach 28 Jahren verließ Gerhard Voss 1993 das Quartett wegen  "unüberbrückbarer Meinungsverschiedenheiten" mit den anderen Mitgliedern; er wurde durch Ida Bieler ersetzt. Für 2005 war eine „Les Adieux“-Abschiedstournee geplant, die wegen des Todes von Wilhelm Melcher aber nicht mehr zustande kam.

### Repertoire
Bis 1975 hatte das Quartett ein Repertoire von 120 Werken aufgebaut, darunter die kompletten Beethoven-, Schubert-, Cherubini-, Mendelssohn-, Schumann-, Brahms- und Janáček-Quartette sowie Werke von Haydn, Mozart, Hugo Wolf, Pfitzner, Verdi, Donizetti, Debussy, Smetana, Kodály, Hindemith, Bartók, Alban Berg, Gian Francesco Malipiero, Witold Lutosławski, Milko Kelemen, Wittinger und Horvath. Die Musiker hatten sich bewusst für ein breit gefächertes Repertoire entschieden, um nicht an eine bestimmte Zeit gebunden zu sein.

### Plattenaufnahmen
Im Jahr 1969 schloss das Quartett einen ersten Fünf-Jahres-Vertrag mit der Deutschen Grammophon, der 1972 nochmals verlängert wurde, um sämtliche Streichquartette von Schubert und Cherubini aufzunehmen. Auf den meisten Schubert-Aufnahmen dieser Zeit sind ein Cello von Francesco Ruggieri (1682), eine Viola von Carlo Ferdinando Landolfi (18. Jahrhundert), eine erste Violine von Domenico Montagnana (1731) und eine zweite Violine von Carlo Annibale Tononi (18. Jahrhundert) zu hören.

### Konzertreisen
Das Melos-Quartett unternahm zahlreiche Touren um die Welt, nach Nord- und Südamerika, Afrika, in alle europäischen Länder, den Nahen Osten und den Fernen Osten, bis nach Nowosibirsk in Russland. Die Mitglieder des Quartetts waren die ersten westdeutschen Musiker, die 1973 in Wolgograd (Stalingrad) ein Konzert zum Gedenken an die Ereignisse von 1943 spielten. In den 1970er und 1980er Jahren gab das Melos Quartett jährlich etwa 120 Konzerte. Es gehörte somit zu den international erfolgreichsten deutschen Kammermusikensembles.

### Lehraufträge
Die Gründungsmitglieder des Melos Quartetts waren ab 1975 Dozenten für Streichquartettspiel, ab 1980 Professoren an der Staatlichen Hochschule für Musik in Stuttgart.

### Kammermusikpartner
Zu den Kammermusikpartnern des Melos Quartetts gehörten u. a. Franz Beyer, Piero Farulli, Dietrich Fischer-Dieskau, Mstislaw Rostropowitsch, Arthur Rubinstein, Sir Georg Solti und Narciso Yepes.

## Auszeichnungen und Preise
- 1966: Gewinn des Internationalen Genfer Musikwettbewerbs
- 1967: Preisträger des Villa-Lobos-Wettbewerbs in Rio de Janeiro
- 1990: Bundesverdienstkreuz der Bundesrepublik Deutschland; Auszeichnung aller vier Mitglieder des Melos Quartetts durch Lothar Späth anlässlich des 25-jährigen Jubiläums der Quartettgründung